# Лейк-Шор (Міннесота)
Лейк-Шор (англ. Lake Shore) — місто (англ. city) в США, в окрузі Кесс штату Міннесота. Населення — 1056 осіб (2020).

## Географія
Лейк-Шор розташований за координатами 46°29′42″ пн. ш. 94°21′41″ зх. д. / 46.49500° пн. ш. 94.36139° зх. д. (46.495081, -94.361304).  За даними Бюро перепису населення США в 2010 році місто мало площу 47,00 км², з яких 32,89 км² — суходіл та 14,11 км² — водойми. В 2017 році площа становила 41,44 км², з яких 32,85 км² — суходіл та 8,59 км² — водойми.

## Демографія
Згідно з переписом 2010 року, у місті мешкали 1004 особи в 451 домогосподарстві у складі 322 родин. Густота населення становила 21 особа/км².  Було 1019 помешкань (22/км²).
Расовий склад населення:
| - 99,0 % — білих - 0,3 % — чорних або афроамериканців - 0,1 % — корінних американців - 0,1 % — азіатів |

До двох чи більше рас належало 0,4 %. Частка іспаномовних становила 0,9 % від усіх жителів.
За віковим діапазоном населення розподілялося таким чином: 17,4 % — особи молодші 18 років, 58,7 % — особи у віці 18—64 років, 23,9 % — особи у віці 65 років та старші. Медіана віку мешканця становила 51,5 року. На 100 осіб жіночої статі у місті припадало 111,4 чоловіків;  на 100 жінок у віці від 18 років та старших — 115,9 чоловіків також старших 18 років.
Середній дохід на одне домашнє господарство  становив 75 526 доларів США (медіана — 65 147), а середній дохід на одну сім'ю — 83 381 долар (медіана — 69 327). За межею бідності перебувало 3,7 % осіб, у тому числі 1,9 % дітей у віці до 18 років та 7,1 % осіб у віці 65 років та старших.
Цивільне працевлаштоване населення становило 493 особи. Основні галузі зайнятості: освіта, охорона здоров'я та соціальна допомога — 24,3 %, роздрібна торгівля — 12,0 %, будівництво — 11,4 %.